# Balonowa

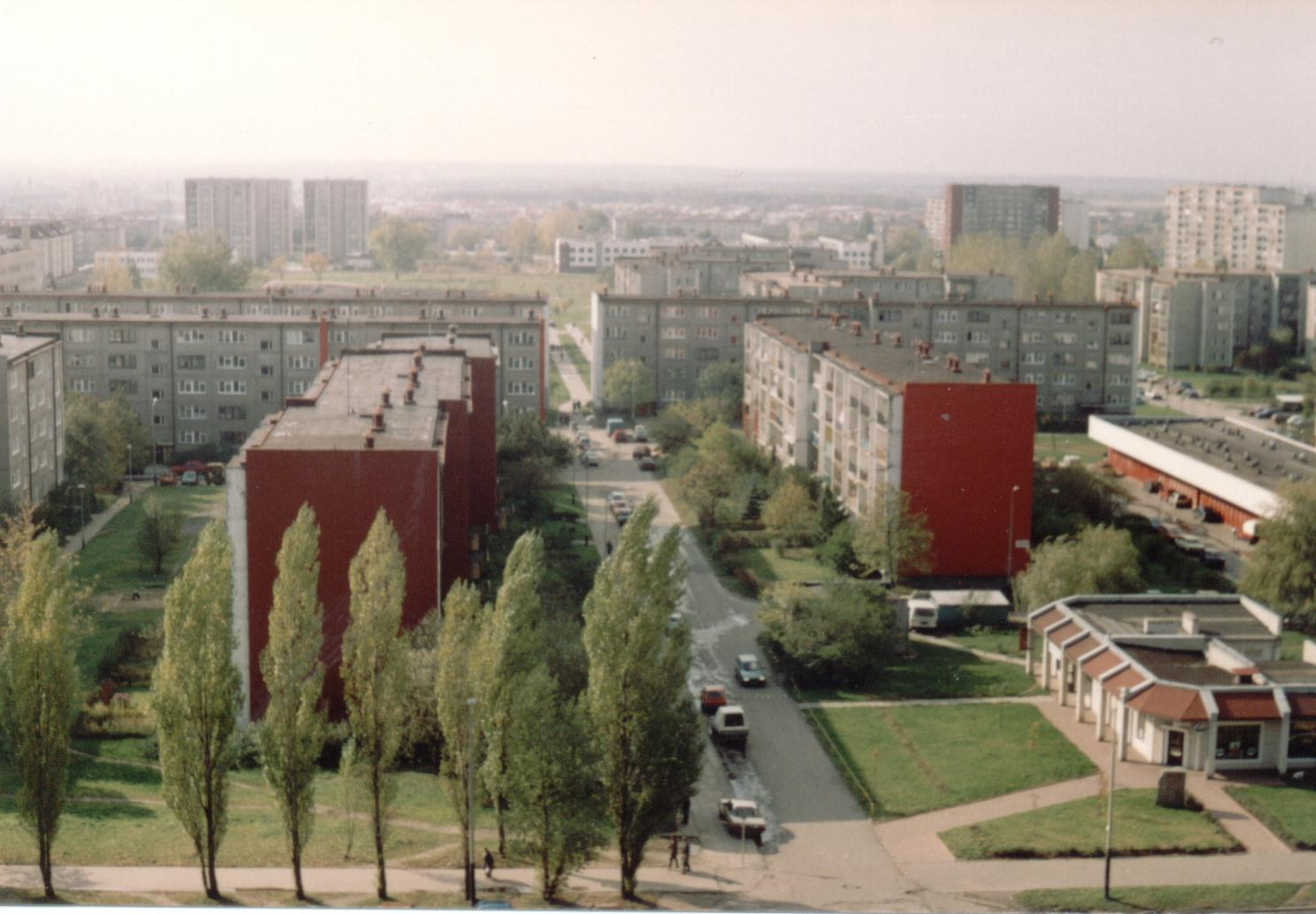
Panorama osiedla Balonowa

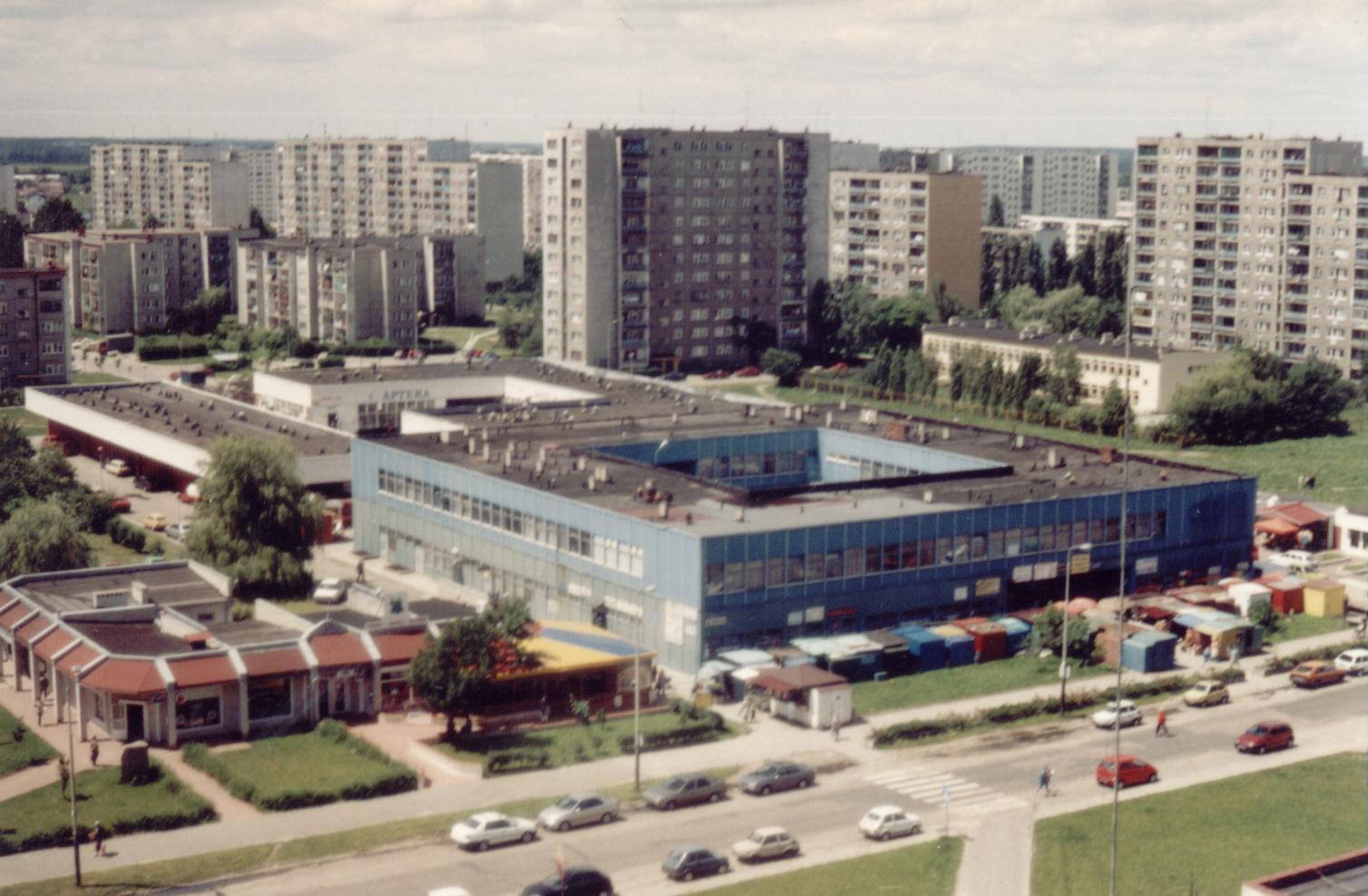
Panorama osiedla Balonowa, na pierwszym planie sklepy zgrupowane w lokalne centrum handlowo-usługowe

Osiedle Balonowa, nazwa oficjalna: Retkinia Południe – osiedle w Łodzi, w dzielnicy Polesie, stanowiące część większego osiedla Retkinia.
Administracyjnie osiedle Balonowa wchodzi w skład osiedla Retkinia Zachód-Smulsko.
Na osiedlu zamieszkuje ok. 16.000 – 19.000 ludzi.

## Nazwa i historia
Nazwa osiedla pochodzi od nazwy ulicy (Balonowa), która stanowiła niegdyś główną ulicę w tej części Retkini.
 Aż do początku lat 70. tereny te były obszarem typowo wiejskim, aczkolwiek włączonym administracyjnie w skład miasta (co nastąpiło po II wojnie światowej). W końcu lat 60. władze miasta wytypowały te tereny jako miejsce budowy nowoczesnego osiedla mieszkaniowego, kilka lat później wysiedlono dawnych mieszkańców, wyburzono zabudowania i w ich miejsce postawiono bloki.

## Granice i okolica
Podosiedle to znajduje się w zachodniej części Retkini.
Osiedle ma kształt prostokąta, a za jego granice przyjmuje się ulice: Armii Krajowej, Wyszyńskiego, Popiełuszki i Maratońska (w czasie budowy osiedla, jak też przez pewien czas w okresie późniejszym ulice te nosiły nazwy, odpowiednio: Dzierżyńskiego, Marchlewskiego, Allende i Maratońska).
Na południe od osiedla Balonowa znajduje się długa polana, częściowo zadrzewiona, stanowiąca miejsce rekreacji i uprawiania sportu. Obszar ten to teren oddzielający domy mieszkalne dzielnicy od biegnącej tamtędy linii kolejowej.

## Charakter osiedla
Osiedle Balonowa składa się, podobnie jak zdecydowana większość Retkini, w głównej mierze z cztero-, dziesięcio- i jedenastopiętrowych bloków z wielkiej płyty, zbudowanych w 2. połowie lat 70., a ponadto kilku podobnych bloków dobudowanych w latach 80. Poza nimi na osiedlu stoi kilka nowych budynków wielorodzinnych, o podwyższonym standardzie, z cegieł i pustaków, zbudowanych w końcu XX w.
W ostatnich latach zdecydowana większość bloków została ocieplona i pomalowana.
Na osiedlu istnieją m.in. Pałac Młodzieży (centrum edukacyjno-rozrywkowe), lodowisko, przedszkola, 2 szkoły podstawowe (nr 19 i 67), gimnazjum, a także kościół pw. Najświętszej Eucharystii, poza tym liczne większe i mniejsze sklepy (w tym oddana do użytku w 2006 r. hala targowa przy ulicy Armii Krajowej) oraz punkty usługowych, apteki, poczta itd.
Na osiedlu znajduje się krańcówka autobusowa „Maratońska”, zaś tuż przy nim, przy ulicy oddzielającej osiedle Balonowa od osiedla Retkinia-Północ także krańcówka tramwajowa „Wyszyńskiego”.

## Wybuch gazu na osiedlu w 1983
W 1983 r. na terenie osiedla miał miejsce wybuch gazu, który zniszczył część bloku nr 214. Wybuch ten wywołał w Polsce falę lęku przed gazem.